# Bedřichov (Liberec)
Bedřichov é uma comuna checa localizada na região de Liberec, distrito de Jablonec nad Nisou‎.